# Leptocola giraffa
Leptocola giraffa är en bönsyrseart som beskrevs av Ferdinand Karsch 1894. 
Leptocola giraffa ingår i släktet Leptocola och familjen Mantidae. Inga underarter finns listade i Catalogue of Life.